# 新納伊豆守
新納 伊豆守（にいろ いずのかみ）は、戦国時代から安土桃山時代にかけての武将。実名は不明。日向伊東氏の家臣。日向国野首城主。伊東マンショ（祐益）の叔父。

## 略歴
元亀3年（1572年）の覚頭合戦で野首城主米良重方が戦死すると、その後を受けて野首城主となった。
しかし、天正4年（1576年）に重方の弟・須木城主米良矩重が島津氏に寝返ると、野首城は島津氏に帰してしまった。伊豆守は、天正5年（1577年）伊東氏が豊後国に一時退去する際に、当主の伊東義祐に同行したが、その後の消息は不明である。